# アレクサンドル・グリゴリエヴィチ・ヴェルホフスキー
アレクサンドル・グリゴリエヴィチ・ヴェルホフスキー（ロシア語: Алекса́ндр Григо́рьевич Верхо́вский、1956年4月23日 - ）は、ロシアの実業家、政治家。

## 人物
サンクトペテルブルク出身のユダヤ系ロシア人。1984年、ロシア国境軍人として択捉島に勤務。たまたま捨てられていた漁具で漁をし収入を得たことを契機に、軍を辞め漁業を始めた。1991年、国営企業を買収し水産会社ギドロストロイを創業。出資者を募って択捉島内の企業を次々と買収し、海外の最新設備を導入して生産性を高め、本土より高い給与や福利施設を導入して従業員のやる気を引き出し、水産加工場・漁業船団から運輸業・土木建築業・銀行・ホテル・商店まで経営する新興財閥（オリガルヒ）に成長させた。択捉島はギドロストロイの企業城下町となっており、択捉島の政府要職者（地区長や行政長）はギドロストロイの影響下にある人物で占められている。ギドロストロイの企業活動には不透明な部分が多く、島民をあまり正社員に雇用せずに季節労働者で済ませたり従業員への勤務査定が厳しく解雇もある体質に不満が出てたり、密漁や非合法輸出に関与しているという噂があったり、環境破壊していると言われたりしている。
2009年12月よりサハリン州議会選出の連邦院議員を務めている。
北方領土問題を抱える日本側から「北方領土の帝王」と呼ばれ、日ロ平和条約交渉で日本にとって最大の抵抗勢力と目されている。
過去のロシア政府の首脳や閣僚の北方領土訪問に必ず同行し、ガイド役を務め、自ら手掛けた施設を案内し、島の状況のブリーフしている。メディア露出を避けており、地元紙にも動静が殆ど載ることがない謎の人物とされている。2013年3月にはモスクワで珍しく会見し、北方領土問題について「歴史は元に戻せない。現状を受け入れるべきだ」と日本に譲歩を要求し、二島返還論にも反対姿勢を示した。2016年1月にロシアで水産資源保護を名目にロシアの排他的経済水域内でのサケ・マス流し網漁を全面禁止する法律が施行されたことで、日ロ漁業協定によって北方領土周辺海域で流し網漁をしていた日本の漁業に大きな影響が出たが、ギドロストロイが流し網漁をしていない一方で流し網漁に依存する日本によって大量のサケ・マスが捕獲されることを嫌って、ロシア議会で法案成立に動いた黒幕とみられている。

## 関連書籍
- 北方領土問題